# Slater-Determinante
Die Slater-Determinante (nach John C. Slater) ist eine Methode der Quantenmechanik, um antisymmetrische Wellenfunktionen, die nach dem Spin-Statistik-Theorem zu Fermionen (z. B. Elektronen) gehören, darzustellen und zu konstruieren. Dabei wird die Eigenschaft der Determinante einer Matrix genutzt, dass beim Vertauschen von Zeilen oder Spalten ebenfalls das Vorzeichen wechselt. Die entstandene Wellenfunktion wird oft ebenfalls als Slater-Determinante bezeichnet und dient zum Beispiel als Grundlage für die Hartree-Fock-Methode.
Die Konstruktion verwendet Einteilchen-Wellenfunktionen (sogenannte Orbitale), die jeweils in eine Spalte der zugrunde liegenden Matrix eingetragen werden. Als Argument der Funktionen werden dann die Koordinaten der Fermionen jeweils zeilenweise eingetragen:
{\displaystyle \Psi (x_{1},\dots ,x_{N})={\begin{vmatrix}\phi _{1}(x_{1})&\phi _{2}(x_{1})&\dots &\phi _{N}(x_{1})\\\phi _{1}(x_{2})&\phi _{2}(x_{2})&\dots &\phi _{N}(x_{2})\\\vdots &\vdots &\ddots &\vdots \\\phi _{1}(x_{N})&\phi _{2}(x_{N})&\dots &\phi _{N}(x_{N})\end{vmatrix}}} .
Die beim Lösen der Determinante entstehende Mehrteilchen-Wellenfunktion ist dann eine Summe aus Produkten von Einteilchen-Wellenfunktionen und hat die für das Pauli-Prinzip nötige Eigenschaft der Antisymmetrie gegenüber der Vertauschung zweier ununterscheidbarer Fermionen.
Nicht wechselwirkende Systeme von Fermionen können exakt durch eine Slater-Determinante beschrieben werden. Für wechselwirkende Systeme existiert in der Regel keine exakte Darstellung durch eine Slater-Determinante, sie können jedoch aufgrund der Vollständigkeit nach Slater-Determinanten entwickelt werden.

## Motivation - Hartree-Produkt
Um die Wellenfunktion zu finden, die ein betrachtetes System beschreibt, ist es nötig dessen Schrödingergleichung zu lösen. Sind {\displaystyle \{\phi _{i}\}} die Lösungen der Schrödingergleichung mit einem einzelnen Elektron, dann kann das ganze System von N Teilchen unter Vernachlässigung der Wechselwirkung mit dem sogenannten „Hartree-Produkt“  
{\displaystyle \psi ^{\mathrm {HP} }=\prod _{i=1}^{N}\phi _{i}(x_{i})}
beschrieben werden. Obwohl diese Funktion eine mathematische Lösung der Schrödingergleichung ohne Wechselwirkung ist, ist sie nicht physikalisch sinnvoll, da sie die Ununterscheidbarkeit quantenmechanischer Teilchen missachtet. Dies ist eine Folge der Heisenberg'schen Unschärferelation, nach der Ort und Impuls quantenmechanischer Teilchen nie zugleich beliebig genau bestimmt werden können, wodurch die Trajektorie der einzelnen Teilchen nicht mehr verfolgt werden kann - sie sind ununterscheidbar.
Um dieses Problem zu lösen, muss das Hartree-Produkt symmetrisiert oder antisymmetrisiert werden. Da nach dem Spin-Statistik-Theorem Fermionen (Teilchen mit halbzahligem Spin) zu antisymmetrischen Wellenfunktionen gehören, werden die Hartree-Produkte von Fermionen antisymmetrisiert, was später zu den Slater-Determinanten führt.

## Antisymmetrisierung mit dem Antisymmetrisierungsoperator
Der Antisymmetrisierungsoperator {\displaystyle A_{N}}, welcher aus dem Hartree-Produkt eine antisymmetrische Wellenfunktion macht, ist wie folgt definiert:
{\displaystyle A_{N}={\frac {1}{N!}}\sum _{{\hat {P}}\in S_{n}}(-1)^{\pi }{\hat {P}}} .
Dabei ist {\displaystyle {\hat {P}}} der „Transpositions-Operator“, der so definiert ist, dass zwei Teilchenkoordinaten der Funktion vertauscht werden, auf die er angewendet wird. 
{\displaystyle {\hat {P}}_{ij}\psi (x_{1},\dots ,x_{i},\dots ,x_{j},\dots ,x_{N})=\psi (x_{1},\dots ,x_{j},\dots ,x_{i},\dots ,x_{N})}
Der Faktor {\displaystyle {\frac {1}{N!}}} stellt die Normierung der resultierenden Funktion sicher.
Dass sich die resultierende Wellenfunktion {\displaystyle A_{N}\psi } dann als Determinante schreiben lässt, lässt sich durch Vergleich mit der Leibnitz-Formel für Determinanten ablesen.

## Beispiel mit zwei Teilchen

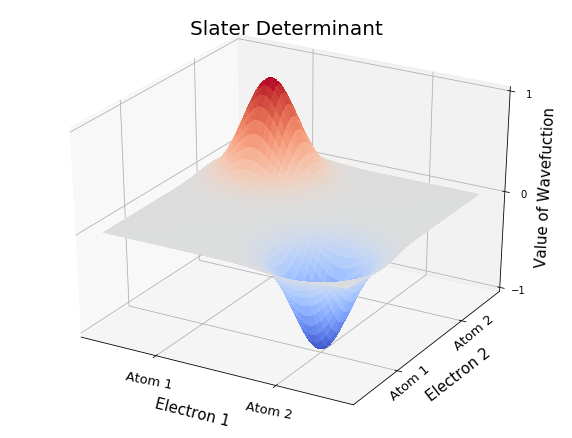
Fiktive Slater-Determinante für zwei Elektronen, die sich auf einer Linie zwischen zwei Atomen bewegen.

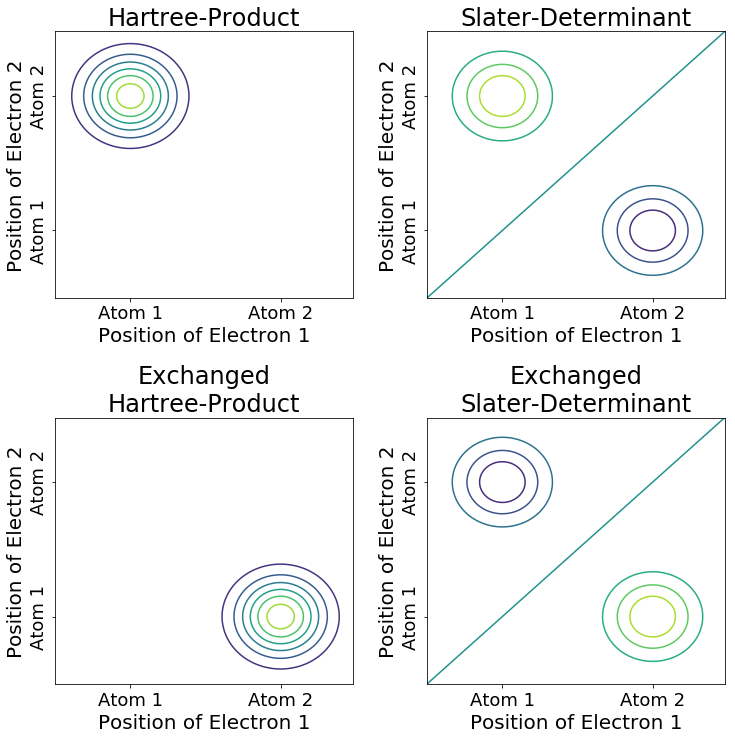
Effekte auf ein Hartree-Produkt und eine Slater-Determinante, wenn zwei Teilchen getauscht werden.

Das Hartree-Produkt für zwei Elektronen in zwei Orbitalen lautet
{\displaystyle \psi ^{\mathrm {HP} }(x_{1},x_{2})=\phi _{1}(x_{1})\phi _{2}(x_{2})}
und erfüllt nicht die Forderung 
{\displaystyle \psi ^{\mathrm {HP} }(x_{1},x_{2})=-\psi ^{\mathrm {HP} }(x_{2},x_{1})}
nach einer antisymmetrischen Wellenfunktion. 
Die Kombination
{\displaystyle {\begin{aligned}A_{N}\psi ^{\mathrm {HP} }(x_{1},x_{2})&={\frac {1}{\sqrt {2}}}\{\phi _{1}(x_{1})\phi _{2}(x_{2})-\phi _{1}(x_{2})\phi _{2}(x_{1})\}\\&={\frac {1}{\sqrt {2}}}{\begin{vmatrix}\phi _{1}(x_{1})&\phi _{2}(x_{1})\\\phi _{1}(x_{2})&\phi _{2}(x_{2})\end{vmatrix}}\\\end{aligned}}}
hingegen schon. Tatsächlich wird die Funktion null, wenn die Orts-Spin-Koordinaten der Teilchen gleich sind ({\displaystyle x_{1}=x_{2}}), was eine weitere Forderung des Pauli-Prinzips – dass zwei Fermionen nicht von derselben Wellenfunktion beschrieben werden können – erfüllt. Der Vorfaktor {\displaystyle {\tfrac {1}{\sqrt {2}}}} dient der Normierung, die aus dem Formalismus der Quantenmechanik für Wellenfunktionen gefordert wird.
Es sei angenommen, zwei Elektronen bewegen sich in nur einer Dimension in einem System aus zwei Atomen und die Orts-Koordinaten {\displaystyle r_{i}} bezeichnen die Positionen der Elektronen auf der Geraden, die beide Atome verbindet. Die Orbitale {\displaystyle \phi _{i}} seien je eine Normalverteilung mit einem der Atome im Zentrum. Das Hartree-Produkt der beiden Orbitale hat nur dann einen signifikant von Null verschiedenen Wert, wenn die Elektronen jeweils in der Nähe ihrer Atome sind. Die zugehörige Slater-Determinante hat auch eine Amplitude, wenn die beiden Elektronen vertauscht sind – tatsächlich hat sie dann genau den negativen Wert.
Die Konstruktion als Determinante in dieser Form erzeugt immer eine zulässige Wellenfunktion, auch für mehr als zwei Elektronen. Um den Schreibaufwand zu verringern, werden oft nur die Diagonalelemente der Determinante angegeben, der Normierungsfaktor weggelassen und nur entweder die Orbitale oder – anstatt der Koordinaten – die Indizes der Teilchen angeschrieben. Die oben angegebene Slater-Determinante könnte also z. B. unter Verwendung der Dirac-Notation geschrieben werden als
{\displaystyle |\psi \rangle \equiv |\phi _{1}(1)\phi _{2}(2)\rangle \equiv |12\rangle }

## Ergebnis
Die Slater-Determinante kann wie folgt geschrieben werden:
{\displaystyle A_{N}[\phi _{1}(x_{1})\phi _{2}(x_{2})\dots \phi _{N}(x_{N})]={\frac {1}{\sqrt {N!}}}{\begin{vmatrix}\phi _{1}(x_{1})&\phi _{2}(x_{1})&\dots &\phi _{N}(x_{1})\\\phi _{1}(x_{2})&\phi _{2}(x_{2})&\dots &\phi _{N}(x_{2})\\\vdots &\vdots &\ddots &\vdots \\\phi _{1}(x_{N})&\phi _{2}(x_{N})&\dots &\phi _{N}(x_{N})\end{vmatrix}}=\langle x|\phi _{1}\phi _{2}\dots \phi _{N}\rangle }
Darin sind nun alle Kombinationen enthalten. Die Normierung der Wellenfunktion wird durch die Fakultät im Nenner gewährleistet. Die Antisymmetrie unter Teilchenvertauschung wird, wie oben schon angesprochen, durch die Realisierung als Determinante automatisch erfüllt.
Für wechselwirkungsfreie Vielteilchensysteme ist dies ein Eigenzustand des Hamilton-Operators. Dies kann für wechselwirkende Systeme nicht mehr angenommen werden.